# Kolonia Menno
Menno – kolonia mennonicka w zachodnim Paragwaju, w regionie Gran Chaco. Kolonia zlokalizowana jest w departamencie Boquerón. Jest to najstarsza i największa pośród mennonickich kolonii w tym kraju.

## Historia
Pierwsi mennonici przybyli do Paragwaju w roku 1927 z Kanady. Byli to potomkowie niemieckich mennonitów, którzy od roku 1772 osiedlali się na zaproszenie Katarzyny II w Rosji. Gdy w roku 1871 w Rosji wprowadzono powszechny pobór wojskowy, wielu mennonitów zdecydowało się na emigrację. Wyjeżdżali głównie do Stanów Zjednoczonych i Kanady. W 1915 roku w Kanadzie wprowadzono obowiązkową edukację w szkołach państwowych, w związku z czym część mennonitów zdecydowała się opuścić Kanadę i poszukać nowego miejsca, w którym mogliby się osiedlić. W ten sposób trafili oni do Paragwaju, do jego zachodniej, odludnej, części.
W latach 1926 i 1927 do Gran Chaco przybyło 1743 mennonitów z Kanady. Założyli oni kolonię Menno – pierwsze mennonicke osiedle na półkuli południowej. W 1933 roku kolonia uzyskała oficjalne uznanie ze strony rządu paragwajskiego jako Colonizing Civil Society Chortitzer Committee. Za sprawą osadników mennonickich powstało miasto Loma Plata, które w roku 1937 stało się centrum administracyjnym kolonii, a obecnie stanowi drugie pod względem liczby mieszkańców miasto w departamencie Boquerón. Poza centrum administracyjnym kolonia obejmowała w 1950 roku 52 wsie i łącznie 3370 osób. W 1955 roku kolonię opuściła grupa 50 rodzin ze względu na progresywny charakter kolonii. Emigrowali oni do departamentu Santa Cruz w Boliwii, gdzie założyli kolonię wpisującą się w konserwatywny nurt mennonicki.
Na koniec 2007 roku na terenie kolonii istniało ponad 100 osad. 8839 mieszkańców stanowili niemieccy mennonici. W 2009 roku na terenie tym istniało 15 kościołów mennonickich.

## Działalność
Główną działalnością w początkach kolonii było rolnictwo. Podobnie jak wcześniej, w Kanadzie i Rosji osadnicy zajmowali się uprawą pszenicy, aczkolwiek ze względów na odmienny klimat zaczęto uprawiać sorgo, maniok, orzeszki ziemne czy arbuzy. Spółdzielnia Chortitzer założona została przez mennonitów w 1962 roku. Spółdzielnia jest dziś największym producentem mleka i wołowiny w Paragwaju. Do spółdzielni należy 90% gruntów w dystrykcie Loma Plata. Jednak w ostatniej dekadzie znaczenie rolnictwa w kolonii zaczęło spadać.
W 2019 roku po raz pierwszy w historii kolonii przyznane zostały akty własności osobom, które do tej pory posiadały ziemie wyłącznie na podstawie umów pożyczkowych.
Asociación Civil Chortitzer Komitee to organizacja non-profit powiązana ze spółdzielnią Chortitzer. Zajmuje się ona świadczeniem różnego rodzaju usług na terenie Loma Platy i okolic. Prowadzi ona między innymi szpital Loma Plata, jeden z głównych ośrodków medycznych w regionie Chaco, oraz wydział pielęgniarstwa, a także 11 szkół podstawowych, szkołę średnią oraz dom opieki dla seniorów.